# Ora Regelui
Ora Regelui este o emisiune istorică unde publicul poate descoperi ce a însemnat monarhia pentru români și cum Familia Regală a României a influențat istoria țării, fiind invitați oameni de știință, de artă, diplomați, scriitori precum și analiști români și străini. Telespectatorii mai pot vedea imagini de arhivă cu și despre toți regii și reginele României din trecut până în prezent. Emisiunea este difuzată în fiecare sâmbătă la ora 13:00. 
„Românii nu știu nici astăzi care este adevărul despre perioada monarhiei, despre rolul Regilor României în societatea românească, despre care, se știe, a început să se dezvolte și să se modernizeze mai ales în perioada respectivă. Sunt multe aspecte de lămurit... Să nu uităm că și anul trecut au apărut neadevăruri legate de abdicarea Regului Mihai sau că nici acum lumea nu știe dacă Regele Mihai a plecat cu un tren încărcat cu bogății, o informatie falsă propagată de comuniști încă din 1948. Vom încerca să lămurim multe alte aspecte legate de Coroana Română, vom readuce istoria susținută de dovezi și mărturii”, promite Camelia Csiki, cea care a dat naștere acestui proiect, unul dintre realizatorii emisiunii Ora Regelui de la TVR 1.
Redactori: Diana Ilica, Adelina Dumitrescu
Realizatori: Camelia Csiki, Bogdan Șerban-Iancu, Ruxandra Țuchel, Cristina Ionescu
Producător: Lidia Voicu